# Фулькье, Димитри
Димитри́ Кристо́ф Фулькье́ (фр. Dimitri Christophe Foulquier; 23 марта 1993, Сарсель) — французский футболист, правый защитник испанского клуба «Валенсия».

## Карьера
Димитри начал свою карьеру в 2001 году в клубе «Капестер» из одноимённой коммуны в департаменте Гваделупа. Проведя в этом клубе шесть лет, он был запримечен скаутами «Ренна», куда Фулькье перебрался в июле 2007 года. После выпуска из клубной академии в 2011 году он был заявлен в состав команды на сезон 2011/12 под номером 24. В основном составе бретонцев Димитри дебютировал 2 октября 2011 года в матче против «Лилля», выйдя на замену во втором тайме матча, в котором его команда проиграла со счетом 2:0.
25 мая 2014 года перешёл в «Гранаду» за 2 млн евро.

## Достижения
Сборная Франции (до 20 лет)
- Чемпион мира среди молодёжи (1): 2013